# Monthou-sur-Cher
Monthou-sur-Cher – miejscowość i gmina we Francji, w Regionie Centralnym, w departamencie Loir-et-Cher.
Według danych na rok 1990 gminę zamieszkiwało 867 osób, a gęstość zaludnienia wynosiła 43 osoby/km² (wśród 1842 gmin Centre, Monthou-sur-Cher plasuje się na 457. miejscu pod względem liczby ludności, natomiast pod względem powierzchni na miejscu 656.).